# Norma Gilardi
Norma Beatriz Gilardi (San Fernando, c. 1954), conocida también por su nombre artístico Dominique Sanders, es una activista por los derechos de las personas trans, exvedette y costurera argentina.

## Biografía

### Primeros años
Norma Beatriz Gilardi nació en San Fernando, Provincia de Buenos Aires cerca de 1954, en el seno de una familia de clase media. Registrada como hombre al nacer, relata que desde muy chica se identificó como mujer y que a los nueve años, por consejo de "una marica amiga", comenzó a tomar pastillas anticonceptivas para desarrollar un cuerpo femenino.
A los 13 años, en la década de 1960, comenzó a participar en una murga en San Fernando, que por entonces era un ámbito excepcional de libertad para las travestis, en una época en que una serie de edictos policiales criminalizaban el "travestismo". En una de las actuaciones de la murga, siendo ya adolescente y con un incipiente desarrollo de los pechos, perdió la capa cuando el desfile pasaba frente a la catedral de San Isidro quedando con el torso desnudo, lo que produjo que la policía la detuviera en medio de un escándalo.
Tanto su padre como su madre rechazaron su identidad de género e intentaron "curarla" enviándola a psicólogos, hasta que la violencia familiar la expulsó de su hogar. Durante varios años vivió en la calle "con otra mariquita de mi edad", en la zona de la estación Constitución de Buenos Aires, viviendo de abrir las puertas de los taxis y durmiendo en los trenes y colectivos.

### Vedette
En 1973 leyó un aviso en el diario Crónica que decía: “Félix Torres 
necesita travestis para el Teatro ABC”. Sin otra experiencia que sus participaciones en la murga, Gilardi se presentó vestida de colegiala y fue inmediatamente seleccionada entre cuarenta postulantes. Adoptó el nombre artístico de "Dominique Sanders", tomado de la novela Una cierta señora del escritor francés Guy des Cars, sobre una mujer transexual francesa llamada Dominique, que se casa con un millonario argentino.
Durante cinco años bailó y cantó haciendo fonomímica en el ABC, el teatro Florida y salas del interior del país, convirtiéndose en una de las vedettes travestis más importantes de Argentina. Desarrolló un estilo propio a partir del modelo de la vedette del teatro de revista y las murgas de carnaval porteño, y se caracterizó por realizar personalmente su vestuario, al punto de considerarse "costurera de profesión".
Dice la investigadora Guillermina Bevilaqua: 

Las performances de Dominique Sanders y Julia Lagos constelan en torno a una estética histórica de las imitaciones de estrellas y los tránsitos de las vedettes en las murgas. Ante la imposibilidad de que su voz y sus palabras fuesen escuchadas, la presentación despampanante de sus cuerpos fue un arma política de visibilidad y reivindicación de sus trayectorias.

### Dictadura y cárcel
Durante la dictadura que tomó el poder en Argentina en 1976 la policía incrementó la persecución y represión de las personas con sexualidades diferentes, principalmente las personas trans, haciendo que la mayoría de las vedettes travestis emigraran. La decisión de Gilardi de permanecer en el país y seguir actuando desencadenó una respuesta brutal de la policía que la mantuvo virtualmente encarcelada de manera permanente y sometida a un régimen de extrema violencia hasta la caída de la dictadura en 1983.

### Prostitución y activismo
El 10 de diciembre de 1983 cayó la dictadura y asumió un gobierno democrático presidido por Raúl Alfonsín. Pero la democracia mantuvo las leyes y políticas de represión y estigmatización de las personas con sexualidades y géneros disidentes y muy especialmente contra las personas trans. "Es posible pensar que en los años ochenta y en los noventa, bajo la democracia, la policía haya sido igual o más violenta con las travestis que con las maricas en cualquier otro momento histórico."
Gilardi ya no podía reinsertarse en el mundo artístico y debió subsistir mediante el trabajo en casas particulares de personas LGBT y la prostitución.
En 1987 participó de la primera iniciativa de constituir un colectivo travesti/trans para defenderse y reclamar derechos, al formar parte de una protesta de travestis para reclamar por las compañeras muertas en la Ruta Panamericana y contra la persecución policial.
En 2001 Gilardi conoció a Lohana Berkins, histórica militante por los derechos de las travestis, quien la convocó a sumarse a la militancia. A partir de ese momento se comprometió con la causa, asumió como secretaria de la Asociación de Lucha por la Identidad Travesti–Transexual (ALITT) y fue una de las organizadoras de la Cooperativa de Trabajo “Nadia Echazu”. Desde ALITT, Gilardi ha impulsado la lucha contra la discriminación que sufren las personas trans, y brindado apoyo a las travestis HIV positivas o enfermas de sida.

### Sobreviviente
Norma Gilardi ha sido considerada una "sobreviviente". Nacida en la década de 1950, es una de las pocas personas trans que han superado los 35/40 años de vida, que es el promedio de vida del colectivo travesti-trans de Argentina. Como militante travesti impulsa el reclamo de reconocimiento y reparación histórica por parte del Estado nacional y los estados provinciales, para aquellas personas que han sido detenidas y sufrido daños de vida, por su condición de travestis y transexuales.

Exilio o muerte parecían ser los únicos destinos posibles para quienes transgredieran las fronteras cis-sexuales, por lo tanto, personas como Malva Solís, Norma Gilardi (Dominique Sanders) y Julia Lagos también forman parte de un grupo muy reducido de travestís sobrevivientes.

### Retorno a la actuación
En 2007, para celebrar el fallo de la Corte Suprema de Justicia reconociendo el derecho de las personas trans a asociarse -dejando sin efecto el rechazo de la Inspección General de Justicia y la Cámara Civil al pedido de reconocimiento-, ALITT organizó un espectáculo en el teatro Empire. El mismo se llamó Tacos gastados, de la esquina hasta el teatro, una revista con dirección escénica de Susy Shock, con Dominique Sanders y Julia Lagos encabezando el elenco, en lo que fue el retorno de aquella a los escenarios, casi dos décadas después.
Dominique agradeció la posibilidad de volver a las tablas declarando emocionada: 

Esto es mi vida, es lo que le da sentido a mi vida.

El éxito del espectáculo llevó a realizar otras presentaciones el 28 de noviembre de 2007, como parte de la presentación de El Teje, primer periódico travesti de Latinoamérica, y el 5 de septiembre de 2008, en la sala Batato Barea del Centro Cultural Rojas, como parte de la presentación del libro Cumbia, copeteo y lágrimas de Lohana Berkins.
En 2007, Dominique fue entrevistada por Susy Shock, en una de sus exitosas "Noches Bizarras", realizada en el Centro Cultural Giribone.
En ese momento Susy Shock escribió una poesía dedicada a la recientemente fallecida Klaudia con K, invocando el ejemplo y el significado de Dominique Sanders para el colectivo travesti-transexual argentino: 

...la Dominique Sanders que todas llevamos dentro
ese monumento al retorno
¿qué es la gloria si no volver?
volver volver volver 100 veces…
del abismo...
"Klaudia con K", de Susy Shock